# Franziska Linkerhand
Franziska Linkerhand ist ein unvollendeter Roman von Brigitte Reimann, der 1974 postum in Ost-Berlin erschien. Zwanzig Jahre hat die Autorin geschrieben; davon die letzten zehn an diesem Roman, der als ihr bedeutendstes literarisches Werk angesehen wird. Aufgrund seiner offenen Schilderung des DDR-Alltags spielte das Buch in den 1970er/1980er Jahren eine wichtige Rolle für die kritische Auseinandersetzung innerhalb der DDR. Der Roman trägt stark autobiografische Züge. 1998 erschien eine ungekürzte Neuausgabe.
Die junge ehrgeizige Architektin Franziska Linkerhand, aus bürgerlichem Elternhaus stammend, geht voller Enthusiasmus nach Neustadt am östlichen Rand der DDR, um ihre Ideale von menschenwürdigem Städtebau in dem neu entstehenden Ort zu verwirklichen. Ihr Anspruch gerät in scharfen Konflikt mit den ökonomischen Zwängen, mit ideologischer Verkrustung und der resignativen Haltung ihrer Architekten-Kollegen.

## Inhalt
Franziska Linkerhands Nacherzählung der sehr schwierigen Jugendzeit, an ihren Geliebten Ben adressiert, setzt kurz nach dem 30. April 1945 ein. Hitler sei in Berlin „an der Spitze seiner Truppen gefallen“. Franziska Linkerhands Vater, ein protestantischer Verleger alter Schule, im Text stets „Linkerhand“ benannt, distanziert sich im Nachhinein vom Diktator. Er habe ihn nicht gewählt. Die Eltern kommen mit der neuen Gesellschaftsordnung nicht zurecht und gehen Anfang der 1960er Jahre nach Bamberg. Die Architektur liegt in der Familie. Ein Bruder der Großmutter war Stadtbaumeister in Franziska Linkerhands Geburtsort an der Elbe.
Die um 1938 geborene Franziska Linkerhand erzählt von den Maitagen 1945, also vom nahtlosen Übergang in den Bolschewismus. Es wird die rote Fahne herausgehängt. Franziska Linkerhand erweitert ihr Vokabular um das Wort „Kapitalist“. So nennen die Russen den Vater Linkerhand, der seine mittelalterlichen Kunstschätze vergeblich vor den findigen Siegern im Salatbeet vergräbt. Nicht der Vater ernährt die Familie in jenem Frühjahr, sondern vornehmlich Franziska Linkerhands acht Jahre älterer Bruder Wilhelm.
Wilhelm studiert – zweitausend Kilometer von der Schwester entfernt – Kernphysik. Man trifft sich höchstens einmal im Jahr; diskutiert den Fall Oppenheimer. Später promoviert Wilhelm und arbeitet als privilegierter Wissenschaftler in Dubna. Mit achtzehn wird Franziska Linkerhand von dem 19-jährigen Arbeiter Wolfgang Exß entjungfert. Wilhelm – auf Heimaturlaub – verprügelt den Verführer. Franziska heiratet Wolfgang, die Ehe scheitert aber.
Unter ihrem Lehrer Prof. Reger, einem berühmten Architekten, macht Linkerhand das Diplom. Reger nimmt Linkerhand sogar in sein Haus auf. Die 24-Jährige entscheidet sich jedoch gegen eine Mitwirkung an Regers Prestige-Projekten und für den Städtebau. Sie geht nach Neustadt, wo Wohnungen für die Arbeiter eines großen Kombinats gebaut werden müssen (literarisches Vorbild für Neustadt ist Hoyerswerda mit dem Gaskombinat Schwarze Pumpe). Dort wird Genosse Schafheutlin ihr Vorgesetzter. Die geschiedene Franziska Linkerhand soll mit dem 28-jährigen Kollegen Jazwauk – dem letzten Junggesellen auf der Baustelle  – die Sanierung der Altstadt planen. Die Neue stürzt sich auf die Arbeit. Chef Schafheutlin hat andere Sorgen, als sich für die hochfliegenden Pläne seiner neuen Mitarbeiterin zu erwärmen. Er warnt Linkerhand von Anfang an eindringlich: Schnell und billig viele Wohnungen für die Berufstätigen bauen sei die vordringliche und einzige Aufgabe. Schafheutlin, der Linkerhand gelegentlich gern ermahnt, ist stolz auf die Resultate dank der modernen industriellen Plattenbauweise. Franziska Linkerhand hält dagegen: Abends sei Neustadt „toter als Pompeji und Herkulanum“. Schafheutlin selbst wohnt mit Gattin und vier Kindern in seinem Haus, eine Stunde vom Ort der Handlung entfernt.
Eines Abends, als Linkerhand mit Schafheutlin ein Restaurant besucht, entdeckt sie unter den Gästen einen Mann, der Wilhelm ähnelt, und nennt den Fremden bei sich Ben – wie ihren Wunsch-Geliebten. Er heißt Wolfgang Trojanowicz. Franziska Linkerhand ist fasziniert von seiner Männlichkeit und seinem abgeklärten Zynismus. Trojanowicz provoziert sie mit der Meinung, der Wohnungsbau in Neustadt habe lediglich „eine Siedlung von Fernsehhöhlen“ hervorgebracht. Sie begegnen sich zunächst eher zufällig. Franziska Linkerhand wird von Eifersucht geplagt, weil Trojanowicz mit Sigrid – einer Sport- und Russisch-Lehrerin – liiert ist. Obwohl zwischen ihr und Trojanowicz nach und nach ein kompliziertes und fragiles Liebesverhältnis entsteht, geht Trojanowicz schließlich zu Sigrid zurück.
Gegen Ende des Fragments erzählt Brigitte Reimann Trojanowiczs Vergangenheit in Form eines Protokolls. Der gebürtige Masure avanciert nach dem Krieg zum FDJ-Sekretär und wird am 17. Juni als „roter Agitator“ zu empörten Leipziger Arbeitern vorgeschickt. Genosse Trojanowicz profiliert sich nach dieser Mutprobe – auf der er fliegenden Schraubenschlüsseln ausweichen musste – als Journalist. 1956, während er in Leipzig promoviert, lernt er Sigrid kennen. Im selben Jahr wird Trojanowicz nach den Ungarn-Ereignissen aufgrund nicht bewiesener Verdächtigungen festgenommen und zu vier Jahren Bautzen verurteilt. Im letzten der vier Jahre arbeitet er in einem Haftlager beim Bau eines Kombinats auf der grünen Wiese.
Franziska Linkerhand erkennt zunehmend, dass ihre Arbeit mit Typenprojekten an diesem – wie sie sagt – „architektonischen Verbrechen“ in jener „Hundetürkei“ rund um Neustadt – auch eine Technische Zeichnerin machen könnte. Die „Studententräume“ der jungen Architektin halten dem Neustädter Alltag, ausgefüllt auch mit „Fenstersturz, Gashahn, Schlaftabletten“, nicht stand. Sie meint von sich, versagt zu haben. Aus dem Gesamtkontext des Romans ist jedoch deutlich, dass dies kein persönliches Versagen, sondern vielmehr ein gesellschaftlicher Konflikt ist, der auf tragische Weise unlösbar bleibt: Die ökonomischen Zwänge, in schnellster Zeit Wohnraum für Tausende zu schaffen, kollidieren mit Linkerhands Anspruch, „Häuser zu bauen, die ihren Bewohnern das Gefühl von Freiheit und Würde geben“. Am Ende verweist die Erzählung über das momentane Scheitern auf eine Utopie hinaus: „Es muss, es muss sie geben, die kluge Synthese zwischen Heute und Morgen, zwischen tristem Blockbau und heiter lebendiger Straße, zwischen dem Notwendigen und dem Schönen, und ich bin ihr auf der Spur, hochmütig und ach, wie oft, zaghaft, und eines Tages werde ich sie finden.“

## Entstehung
Ursprünglich hatte Brigitte Reimann vor, einen Entwicklungsroman zu schreiben, wie es sowohl ihren bisherigen literarischen Arbeiten als auch dem kulturpolitischen Zeitgeist entsprochen hätte. Der Literaturkritiker Günter Ebert, der über die einzelnen Entwicklungsstadien des Romans jeweils Gutachten für das Ministerium für Kultur schrieb, skizzierte die Fabel wie folgt: „Die Entwicklung einer jungen Architektin, die sich lösen muss vom gestrigen Elternhaus, vom autoritären Lehrer, dem Professor Reger, einem berühmten Architekten, sie muss lösen den Bau einer neuen Stadt, Neustadt nämlich, ebenso, wie sie ihre Liebe finden muss. Ein Entwicklungsroman also (…).“ Während der zehnjährigen Schreibarbeit, deren Anfang stark unter dem Eindruck des Kennenlernens ihres späteren dritten Ehemannes Hans Kerschek – dem realen Alterego von Ben/Wolfgang Trojanowicz – stand, entfernte sich die Autorin jedoch immer mehr von diesem Konzept. Der Grund liegt nicht zuletzt in ihrer wachsenden Enttäuschung über den „real existierenden Sozialismus“ in der DDR. Um die Chancen auf eine Veröffentlichung nicht von vornherein zu minimieren, hielten jedoch sowohl der Verlag Neues Leben, in dem das Buch erscheinen sollte, als auch der Gutachter Günter Ebert an der Strategie fest, das Buch als Entwicklungsroman anzukündigen. Schon 1968 schrieb Brigitte Reimann jedoch in einem Brief an den Architekten Hermann Henselmann: „Übrigens ist auch der genehme positive Schluss (…) vielleicht gar nicht der Schluss, den ich später finden werde. Das ist alles noch offen.“ Am 28. Oktober 1969 notierte sie in ihr Tagebuch: „Seit ich weiß nicht wievielen Seiten steuert es ja auf einen bitteren Schluss zu...“
Sowohl ihre Krankheit als auch die zunehmende politische Desillusionierung machten es Brigitte Reimann immer schwerer, das Manuskript überhaupt zu vollenden. Sie beschrieb in ihrem Tagebuch eine regelrechte Entfremdung von den Figuren und Konflikten des Romans. Christa Wolf berichtet über einen Besuch im Krankenhaus kurz vor Brigitte Reimanns Tod: „Ihr Buch sei ihr fragwürdig geworden, sagt sie, es fehle noch die Überarbeitung des vorletzten Kapitels und ein kurzes trauriges Kapitel von 15 Seiten an den Schluss. Inwiefern traurig? Na, weil mein Mädchen da ihren Liebsten verloren hat und nun angeschlagen, mit Wunden bedeckt, in ihre Stadt zurückgeht.“ In den letzten handschriftlichen Skizzen zum Roman-Ende findet sich noch eine andere Variante für den Schluss: Franziska Linkerhands Entwurf für einen Architekten-Wettbewerb wird durch ihren Chef Schafheutlin von vornherein benachteiligt. „Sie hatte den Zweikampf verloren, noch ehe sie ihn antrat.“ Mit diesem Satz enden ihre Notizen.
Die 1974 im Verlag Neues Leben erschienene Erstausgabe des Romans stand lange im Verdacht, sehr starke, politisch motivierte Kürzungen und Abweichungen vom Original-Typoskript und sogar „ganze Passagen von fremder Hand“ zu enthalten, die angeblich unter Einflussnahme der Stasi entstanden. Inzwischen ist die Editionsgeschichte der Erstausgabe hinreichend erforscht und der Umfang der Kürzungen ist bekannt. Es sind ca. 4 % des Original-Typoskripts. Nach Withold Bonners Analyse handelt es sich dabei um unterschiedlich motivierte Kürzungen und Streichungen, jedoch sind keine Texte nach Brigitte Reimanns Tod neu hinzugefügt worden.
Zum einen waren die Veränderungen Bestandteil normaler Lektorats-Arbeit, die der Lektor Walter Lewerenz in engem Kontakt mit Brigitte Reimann versah. Hier ging es vor allem um Stilbrüche, Redundanz und die für den damaligen Zeitgeschmack zu explizite Darstellung von Sexualität. Der Hauptgrund für Kürzungen und Abschwächungen ist jedoch zweifellos politischer Natur. Schon Brigitte Reimann beklagt den „unausrottbaren Selbstzensor“, der es ihr verbiete, missliebige Themen so offen anzusprechen, wie sie es eigentlich wolle. Auch der Verlag riet der Autorin zu Abschwächungen, um die Veröffentlichung des Buches nicht von vornherein in Frage zu stellen.
Die meisten Veränderungen betrafen das 13. Kapitel, in dem die Biografie des Wolfgang Trojanowicz geschildert wird. Withold Bonner zählt 31 kurze und längere Auslassungen, wobei die Motive hier am schwierigsten zu differenzieren sind. Brigitte Reimann hatte dem Lebensweg Trojanowiczs die Schicksale von Erich Loest und Reiner Kunze zugrunde gelegt, was nach Meinung des Lektorats zu einer Überfrachtung der literarischen Figur führte. Auch der Gutachter Günter Ebert argumentiert nicht politisch, sondern mit kritischen Einwänden zu Komposition und Sprache gegen dieses Kapitel. Ob die Stilkritik lediglich eine Verbrämung der Ideologiekritik war, ist aus heutiger Sicht schwer zu entscheiden. Der Vergleich der Buchausgabe mit dem Typoskript verdeutlicht, welche Themen es insbesondere waren, die politischen Sprengstoff enthielten: Dazu gehörten die Aufdeckung der Verbrechen Stalins auf dem XX. Parteitag der KPdSU, der Ungarn-Aufstand und das politische Strafrecht in der DDR. Mitunter geht es auch nur um das Weglassen politisch anstößiger „Reizwörter“ (wie die Nennung des Ortes „Bautzen“ als allgemein bekannter Haftanstalt für politische Gefangene).
Andere Tabu-Themen im Gesamt-Typoskript waren das hohe Alter der Politbüro-Mitglieder, der massenhafte Konsum von West-Fernsehen in der DDR, die Vergewaltigungen und Plünderungen durch die Rote Armee am Kriegsende sowie die Selbstmordrate der DDR. Hier wurden explizite Beschreibungen und Fakten gestrichen, wobei für die Leser der DDR häufig Andeutungen genügten, um die intendierte Kritik zu verstehen. Deshalb kann von den Kürzungen nicht darauf geschlossen werden, dass das Buch seiner Sprengkraft beraubt oder gar in seiner Erzählabsicht verfälscht worden wäre. „Trotz der Kürzungen ist der Roman in den 1970er Jahren dort [in der DDR] zu einem Kultbuch für eine ganze Generation geworden. Wer die Verantwortlichen für die vorgenommenen Kürzungen pauschal verurteilt, muss sich fragen, ob Brigitte Reimann mehr damit gedient gewesen wäre, wenn der Roman Jahrzehnte in einer Schublade verblieben oder lediglich im Westen erschienen wäre, wo er für das Lesepublikum nie die Rolle hätte spielen können, die er für seine Leserschaft in der DDR hatte“, schlussfolgert Withold Bonner.

## Form
Brigitte Reimann experimentiert in diesem Roman mit Erzählformen, die zur Zeit der Entstehung des Romans in der DDR-Literatur keineswegs üblich waren. So wechselt der Roman zwischen auktorialer Perspektive und Ich-Erzählung. Mitunter vollzieht sich der Übergang mitten im Satz. Die Perspektive der Franziska-Linkerhand-Figur ist auf diese Weise kaum von der Perspektive der Autorin zu trennen, und selbst in den auktorialen Passagen ist der Erzähler keine allwissende Instanz, die die Haltungen und Ansichten der Hauptfigur quasi korrigiert und kontextualisiert. Brigitte Reimann unterstreicht mit diesen formalen Elementen ihr Insistieren auf einer persönlichen Sicht, die sich nicht an der Erfüllung kulturpolitischer Leitlinien orientiert. Eine weitere strukturelle Besonderheit stärkt den Charakter des Subjektiven, fast Intimen: Franziska Linkerhand adressiert ihren Lebensbericht an den „idealen Geliebten“, den sie Ben nennt. Diese Wunsch-Projektion verschmilzt später mit der realen Figur des Kipperfahrers Wolfgang Trojanowicz. Da diese Liebe scheitert, kann der Roman auch als Abschiedsbrief an den Geliebten interpretiert werden – den idealen wie den realen.
Die experimentelle Erzählform des Romans, mit Wechseln zwischen auktorialer Perspektive und Ich-Erzählung sowie der Verschmelzung von Autorin und Figur, stellt besondere Herausforderungen für Bühnenadaptionen dar. In der Inszenierung von Daniela Löffner wurde versucht, diese verschiedenen Erzählebenen durch klare Bilder und einfache Mittel zu vermitteln. Die Umsetzung der komplexen inneren Monologe und der Bewusstseinsströme der Protagonistin wurde als gelungen betrachtet, obwohl die Länge der Aufführung die Aufnahmefähigkeit des Publikums auf die Probe stellte.
Sebastian Baumgartens Inszenierung hingegen wurde dafür kritisiert, dass sie trotz des Potenzials der Vorlage nicht in die emotionalen Tiefen der Charaktere eintauchte und die Figuren zu stark typisierte. Die aggressive Darstellung und der Verzicht auf Nuancen führten dazu, dass die Vielschichtigkeit der Erzählform nicht adäquat umgesetzt wurde.
Brigitte Reimann erzählt nicht im zeitlichen Kontinuum; Vor- und Rückgriffe wechseln mit Passagen, in denen der Zeitfluss stoppt und poetischer Reflexion Raum gegeben wird. Diese Technik des Bewusstseinsstroms führt mitunter zur extremen Verkürzung von Sätzen und sprachlichen Ellipsen: „Am Ostseestrand erholen sich. Zu Gast bei ihm.“ Der Roman zeichnet sich durch einen Reichtum an poetischen Metaphern aus, was der Autorin bei manchen Kritikern den Vorwurf einbrachte, zu nahe am Kitsch zu sein.

## Rezeption
Die Druckgenehmigung eines Werkes erteilte seinerzeit die Hauptverwaltung Verlage und Buchhandel im Ministerium für Kultur der DDR. In dem ausschlaggebenden diesbezüglichen Außengutachten wird das Buch als Lektüre einer „Selbstverwirklichung“ gelobt. In einem Schreiben vom 5. Januar 1970 an Annemarie Auer nennt die Verfasserin selbst den Entwicklungsroman ihr „Unglücksbuch“.
Auch Jahrzehnte nach der Erstveröffentlichung bleibt Franziska Linkerhand ein bedeutendes Werk, das weiterhin auf die Bühne gebracht wird. Die Inszenierung von Daniela Löffner am Deutschen Theater Berlin im Jahr 2019 wurde für ihre Werktreue und die starke Darstellung der Hauptfigur durch Kathleen Morgeneyer gelobt. Die Aufführung betonte die ungebrochene Kraft der Protagonistin trotz der Herausforderungen des DDR-Alltags. Kritiker merkten jedoch an, dass eine straffere Dramatisierung dem vierstündigen Theaterabend zugutegekommen wäre, da Längen vorhanden waren und manche Aspekte des Romans zu ausführlich behandelt wurden.
Die 2024 am Maxim Gorki Theater Berlin von Sebastian Baumgarten inszenierte Version präsentierte Franziska Linkerhand als von drei Schauspielerinnen verkörperte Figur, was die verschiedenen Facetten der Protagonistin hervorheben sollte. Die Inszenierung begann mit der Geburt der DDR aus den Trümmern des Zweiten Weltkriegs und versuchte, aktuelle gesellschaftliche Bezüge herzustellen. Allerdings wurde kritisiert, dass die Aufführung aufgrund ihres aggressiven Tonfalls und der klischeehaften Darstellung der Figuren die Tiefe des Romans verfehlte und Chancen zur Auslotung emotionaler und inhaltlicher Tiefen ungenutzt ließ.
DDR-Stimmen zur Erstausgabe 1974
- Nach Annemarie Auer[32] (im ND vom 29. Juli 1974) habe Brigitte Reimann „Stoff von ihrem Stoffe“ eingebracht. In dem Sinne äußert sich auch Günter Ebert am 19. Juli 1974 in Neubrandenburg: Franziska Linkerhand gäbe sich unüblicherweise preis.[33]
- Rulo Melchert (Junge Welt am 6. September 1974) bemerkt über den ganzen Text hinweg einen „starken optimistischen Zug“.[34] Weder eine „Leidensgeschichte“ (Klaus Jarmatz am 15. September 1974 in der Berliner Zeitung) noch ein „Klagelied“ (Karin Hirdina in „Sinn und Form“, 1975, Heft 2, S. 434) werde zelebriert.[35] Auch der Architekt Hermann Henselmann (Die Weltbühne, 1974, Nr. 35, S. 1108) hält Franziska Linkerhands Scheitern für nicht weiter schlimm. Hauptsache sei, sie behalte ihre Schöpferkraft.[36] Lediglich Anne Dessau (im Forum, Berlin, Novemberheft 1975) und der Architekt Wolfgang Kil (in „Architektur in der DDR“, Berlin, Novemberheft 1975, S. 702) stören die Harmonie dieses Kanons. Dessau hört „Bitterkeit über... nicht lösbare Probleme“ heraus und Kil erkennt Brigitte Reimanns Mut an. Kil ermahnt seine Kollegen aus der Fraktion DDR-Architektur: „Nachdenken müssen wir alle selber“.[37]
- Karin Hirdina bescheinigt Brigitte Reimann Ehrlichkeit und Tiefe bei der Wiedergabe eines Ausschnittes der DDR-Wirklichkeit.[38]
- Nach Heinz Plavius liegt ein Architektur- und Liebesroman vor.[39]

BRD-Stimmen zur Erstausgabe 1974
- Zwar ist Gabriele Wohmann irritiert und befremdet, doch anerkennt sie die „Lebendigkeit“ und das Nichtvorhandensein des „Denkens“ an „Vergänglichkeit“ im Buch.[40] Im Übrigen meint Wohmann, die östliche Herkunft des Buches sei nur am niedrigen Ladenpreis erkennbar.[41] Auch Peter Pawlik (Stuttgarter Zeitung vom 12. Oktober 1974) ist einerseits irritiert. Manches im Roman passe einfach nicht in die bewährten Schubladen Gut und Böse. Doch andererseits sei der Roman eines der Bücher über die selten „wahrheitsgemäße“ Abbildung der „Arbeitswelt“.[42] In dem Sinne lobt auch Hedwig Rohde (Der Tagesspiegel vom 26. Januar 1975), die Autorin habe sich endlich von ihrer früheren Anlehnung an die „Sowjetromane“ gelöst und zu „vielschichtiger“, „subjektiver“ Schreibweise gefunden.[43]
- Heinz Mudrich (Saarbrücker Zeitung vom 14. Juni 1975) und Wolfgang Werth (DLF am 21. Oktober 1974) warfen Brigitte Reimann Kitschpassagen vor.[44]
- Rolf Michaelis (Die Zeit vom 16. Januar 1976) konstatiert die destruktive Wirkung des Sozialismus auf den Menschen.[45]

Neuausgabe 1998
- Mit Neustadt könnte Hoyerswerda gemeint sein.[46]
- Indem sich Franziska Linkerhand von Wolfgang Exß trenne, wende sie sich von der Arbeiterschaft ab.[47]
- Mit solchen Bildern wie dem der bleichen „Prinzessin, die ein purpurrotes Pferd über den Himmel entführte“[48] eröffne die Autorin in ihrem Text eine poetische Dimension.[49]
- Jede Liebesbeziehung Franziska Linkerhands zu einem Manne bliebe unerfüllt.[50]
- Manches habe das „MfS“ in der Erstausgabe gestrichen – zum Beispiel die Stelle, als der junge Arzt auf Franziska Linkerhands Befragen sich zu den Suizidziffern in den Neustädter Wohnungsneubauten äußert.[51] Angela Drescher habe gegenüber der Erstausgabe zirka vier Prozent gestrichenen Textes retten können. Zum Beispiel Stellen, an denen Fehler der Sowjetmenschen benannt wurden, seien anno 1974 – ebenso wie das genannte Suizidthema – dem Rotstift zum Opfer gefallen.[52] Doch nicht alle damaligen Streichungen hätten politische Ursachen gehabt.[53]
- Die Inhaftierung des Journalisten Trojanowicz wegen angeblicher konterrevolutionärer Umtriebe sei dem Fall Erich Loest nachempfunden. Franz Dahlem habe Brigitte Reimann zur Einflechtung dieses Parts geraten.[52]
- Dem Anschein nach habe Brigitte Reimann über das Romanende noch keine ausreichende Klarheit gehabt.[54]
- Im Grunde sei der Roman mit viel zu vielen Nebengeschichten überfrachtet.[55] So lassen sich Barner und Mitarbeiter in ihrer dickleibigen Literaturgeschichte überhaupt nicht auf das ungeheure Fragment ein. Man kapituliert glattweg vor der „Materialfülle“.[56]
- Plötzlich seien alle gesamtdeutschen Kritiker einer Meinung: Der „haltbare“ Text werde vermutlich jedes Exemplar „Nachwendelektüre“ der doch zahllosen Schlauberger-Autoren mühelos überdauern.[57]

## Mediale Adaptionen
- 17. Juni 1976: Franziska Linkerhand, Hörspielbearbeitung: Martha Meuffels, Regie: Ulrich Gerhardt, Hildegard Schmahl als Franziska, Gottfried John als Ben, Koproduktion: BR/RIAS
- 21. April 1978: Das gleichnamige Stück wird von Christoph Schroth in Schwerin auf die Bühne gebracht.[58] Angelika Waller spielt die Franziska. Die Bühnenfassung verantworteten die Dramaturgen Bärbel Jaksch und Heiner Maaß. Die Aufführung wird ein großer Erfolg und ist eine der maßstabsetzenden Inszenierungen des DDR-Theaters,[59] die sich kritisch mit der Wirklichkeit auseinandersetzen.
- Januar 1981: Der Film Unser kurzes Leben von Lothar Warneke wird gezeigt.[60] Simone Frost spielt die Franziska, Gottfried Richter den Trojanowicz, Hermann Beyer den Schafheutlin und Christian Steyer den Jazwauk.
- 7. und 14. März 1985: Franziska Linkerhand, Architektin oder Szenen aus einem Frauenleben. Zweiteiliges Hörspiel (55 Min. und 48 Min.), Hörspielbearbeitung: Hans Bräunlich, Regie: Walter Niklaus. Regina Jeske als Franziska, (Rundfunk der DDR)
- Mai 2000: Inszenierung Franziska Linkerhand am Staatsschauspiel Dresden. Regie: Irmgard Lange. Winnie Böwe als Franziska[61]
- 10. Mai 2009: Oper Linkerhand in 33 Bildern von Moritz Eggert, frei nach dem Roman Franziska Linkerhand von Brigitte Reimann hat Welturaufführung in der Lausitzhalle Hoyerswerda. Libretto – Andrea Heuser, Musikalische Leitung – GMD Eckehard Stier, Inszenierung – Sebastian Ritschel, Ausstattung Karen Hilde Fries, Choreografie – Dan Pelleg, Marko E. Weigert, Franziska I – Sopranistin Yvonne Reich, Franziska II – Schauspielerin Inés Burdow.[62]
- 16. Mai 2009: Premiere von Linkerhand im Theater Görlitz.
- 2009 Inszenierung Franziska Linkerhand am Thalia Theater Halle, Regie: Katka Schroth[63]
- 2019 Inszenierung Franziska Linkerhand am Deutschen Theater Berlin, Regie: Daniela Löffner[64]
- 2024 Inszenierung Franziska Linkerhand am Maxim Gorki Theater Berlin, Regie: Sebastian Baumgarten. Franziska Linkerhand wurde von drei Schauspielerinnen verkörpert: Katja Riemann, Alexandra Sinelnikova und Maria Simon. Die Produktion setzte sich mit der Entstehung und dem Scheitern der DDR auseinander und integrierte aktuelle Bezüge, einschließlich eines Verweises auf die ausländerfeindlichen Ausschreitungen in Hoyerswerda 1991.[26]

### Textausgaben
Erstausgabe
- Brigitte Reimann: Franziska Linkerhand. Roman. Verlag Neues Leben, Berlin 1974

Verwendete Ausgabe
- Angela Drescher (Hrsg.): Brigitte Reimann: Franziska Linkerhand. Roman. Nachwort: Withold Bonner. Aufbau-Verlag, Berlin 1998. ISBN 3-351-02852-0

### Sekundärliteratur
- Wilfried Barner (Hrsg.): Geschichte der deutschen Literatur. Band 12: Geschichte der deutschen Literatur von 1945 bis zur Gegenwart. C. H. Beck, München 1994, ISBN 3-406-38660-1
- Maria Brosig: „Es ist ein Experiment“. Traditionsbildung in der DDR-Literatur anhand von Brigitte Reimanns Roman „Franziska Linkerhand“. Königshausen & Neumann, Würzburg 2010 (Diss. (PDF; 44 kB) Universität Potsdam: DDR-Literatur in generativer Perspektive: Eine Studie zu literarischen Traditionsbildungsprozessen am Beispiel von Brigitte Reimanns Romanfragment „Franziska Linkerhand“), ISBN 978-3-8260-4379-6
- Dagmar Fischborn (Dagmar Borrmann): Theatralische Adaptionen epischer Texte als besondere Form der Wechselbeziehung zwischen Theater und Literatur. „Franziska Linkerhand“ und „Das siebte Kreuz“ am Mecklenburgischen Staatstheater Schwerin. Dissertation A. Deutsche Nationalbibliothek. Signatur Frankfurt: H 85b/6201, Signatur Leipzig: Di 1985 B 4212
- Dieter Schmauß (Hrsg.): Helene und Martin Schmidt: Brigitte Reimann (1933–1973). Begegnungen und Erinnerungen. Veröffentlichungen der Universitätsbibliothek Hagen, 2005. Band 11, 170 Seiten,
- Barbara Wiesener: Von der bleichen Prinzessin, die ein purpurrotes Pferd über den Himmel entführte – das Utopische im Werk Brigitte Reimanns. Universität Potsdam, Dissertation Dr. phil., Potsdam 2003, 236 Seiten